# マンナン エンド-1,6-α-マンノシダーゼ
マンナン エンド-1,6-α-マンノシダーゼ(Mannan endo-1,6-alpha-mannosidase、EC 3.2.1.101)は、6-α-D-マンナン マンナノヒドロラーゼという系統名を持つ酵素であり、以下の化学反応を触媒する。
非分岐型の(1->6)-マンナンの(1->6)-α-D-マンノシド結合をランダムに加水分解する。